# Leo Strauss
Leo Strauss, född 20 september 1899 i Kirchhain, Hessen-Nassau, död 18 oktober 1973 i Annapolis, Maryland, var en tysk-amerikansk politisk filosof.
Få av 1900-talets filosofer har blivit så kontroversiella som den amerikanske politiske teoretikern Leo Strauss. Uppfattningarna om hans gärning går ofta så vitt isär att det ibland blir svårt att tro att de handlar om samme man. Utgår man från hans ämnesval och egna texter framstår han som en originell, om än något otidsenlig och minst sagt excentrisk filosofihistoriker med Platon, Machiavelli, Hobbes och Maimonides som specialområden.

## Biografi
Leo Strauss föddes i en judisk familj i Tyskland 1899. Han genomgick en traditionell tysk utbildning i humaniora med inriktning mot klassikerna och kom med tiden att studera filosofi för Martin Heidegger vid universitetet i Marburg. Det var också där han inledde sin akademiska karriär genom att publicera ett par föga uppmärksammade texter om bland annat de båda judiska tänkarna Maimonides och Spinoza. Han doktorerade i Hamburg 1921 under Ernst Cassirer med en avhandling om Friedrich Jacobi.
När nazisterna väl kom till makten lyckades Strauss lämna Tyskland i relativt god tid. Följaktligen kunde han redan några år senare fortsätta sin avbrutna karriär först i Storbritannien och senare i USA. Med tiden kom han att etablera sig som professor i den politiska filosofins historia vid University of Chicago där han verkade fram till sin död 1973. 
Mest känd är Strauss kanske främst för två saker: sin förmåga att samla lärjungar kring sig och sitt allt annat än ortodoxa förhållningssätt till sitt material. Straussianerna har visserligen aldrig nått något större akademiskt erkännande utanför University of Chicago, åtskilliga av dem återfinns istället på inflytelserika poster i republikanernas Washington, vilket också torde vara en del av orsaken till den uppmärksamhet som Strauss dragit till sig på senare tid.

## Filosofisk teori

### Syn på de klassiska filosoferna
Teoretiskt sett kännetecknas Strauss filosofi emellertid främst av hans tes att de filosofiska klassikerna, tolkade bokstavligen och på rätt sätt, i högre grad än någonting som skulle kunna ha producerats under 1900-talet innehåller lösningen på vår tids politiska och filosofiska problem. Hans kanske mest sammanfattande och lättillgängliga presentation av detta förhållningssätt torde vara den samling föreläsningar som getts ut under titeln Natural Right and History där han tar avstamp i den amerikanska konstitutionens kända formulering ”We hold these truths to be self-evident, that all men are created equal, that they are endowed by their Creator with certain unalienable Rights […]”. Till skillnad från så många andra uttolkare av detta slags rättighetsetik väljer han emellertid att inte främst tolka den i ljuset av upplysningstidens tänkande. Istället fäster han uppmärksamheten på rättighetstänkandets betydligt längre historia inom filosofin, över Thomas av Aquino och Maimonides, tillbaka till dess ursprungliga formulering hos Aristoteles. Här lägger han tydligt tonvikten på kontinuiteten mellan modernt rättighetstänkande, medeltida kristen och judisk naturrättsfilosofi och Aristoteles antika förlaga. Tyngdpunkten förskjuts därmed från de jämlikhetskrav som bildat grunden för bland annat Franska revolutionens rättighetssyn för att istället understryka vikten av att rättigheter är naturliga och av Gud givna. I medeltida naturrättsfilosofi hade denna naturlighet betraktats som förklaringen till att den naturliga rätten kunde deduceras med hjälp av förnuftet, utan ledning av den bibliska uppenbarelsen, och att den därmed var tillgänglig för alla folk, oavsett religion. Samtidigt som den var allmänmänsklig var naturrätten emellertid också av Gud given och därmed moraliskt bindande oavsett de etiska ställningstagandenas kontext.

### Syn på de moderna filosoferna
I motsats till föreställningen om absoluta rättigheter deducerbara ur en oföränderlig mänsklig natur ställer Strauss upp senare tiders synsätt, som enligt honom istället tar sin utgångspunkt i att så väl mänskliga rättigheter som andra moraliska och etiska grundregler betraktas som instrumentella eller begränsade till sin historiska kontext. Detta synsätt skulle för första gången ha presenterats på ett filosofiskt konsekvent sätt av Machiavelli, och senare kommit att utgöra grunden för så väl Hobbes och Rousseaus filosofier som för modern kontextorienterad humaniora och mekanistisk samhällsvetenskap i Marx och Max Webers anda (en tanke som också utvecklas i bland annat Thoughts on Machiavelli, The Political Philosophy of Hobbes). Inte nog med det, Strauss anser sig till och med kunna spåra detta fördärvbringande relativistiska inflytande i Edmund Burkes konservativa filosofi med dess respekt för allting bestående, oavsett etiskt värde. 
Liksom för andra, i övrigt helt olikartade, tyska efterkrigsintellektuella som Horkheimer och Adorno, blir nazismen för Strauss det moderna tänkandets yttersta konsekvens. I Strauss världsbild innebar renässansen – sedd som det modernistiska tänkandets historiska introduktion – ironiskt nog snarast ett slags avståndstagande från en antik tradition som förblivit förhärskande under medeltiden. Samtidigt kan också de amerikanska grundlagsfäderna pekas ut som några av de sista representanterna för en universalistisk moral som i sin tur kan sättas i motsats till en fördärvbringande moralupplösning som kastat in Europa i två världskrig. Resultatet av detta är en bild av dagens USA som ett land inbegripet i en avgörande kulturkamp mellan å ena sidan de amerikanska värderingar, som samtidigt också är det medeltida Europas och den klassiska antikens värderingar, och å andra sidan ett fördärvbringande modernt europeiskt inflytande förmedlat via bland annat weberiansk sociologi, västeuropeisk socialliberalism, postmodernism och från Heidegger härstammande existentialism. Detta är också den bild som förts ut i den amerikanska debatten av anhängare som exempelvis Allan Bloom, författaren till den bästsäljande debattboken The Closing of the American Mind som i Strauss anda pekar ut de potentiellt förödande konsekvenserna av de klassiska utbildningsformernas nedgång i USA.

### Den ädla lögnen
Ett nyckelbegrepp i Strauss politiska teori är den ädla lögnen. Begreppet som utvecklades av Platon, bland annat i Staten, bygger vidare på hans idéer om filosofernas välde i detta ideala politiska system. Eftersom filosofernas position bygger på att de bättre än andra förstår samhällets bästa kommer det med nödvändighet uppstå situationer där de tvingas sträva efter att uppnå mål som medborgarna helt enkelt inte kan förstå. För att kunna uppnå dessa mål behöver filosoferna konstruera myter eller ”ädla lögner”. För Strauss gäller denna regel emellertid inte enbart för de härskande filosoferna i Platons idealstat utan också för filosofer i allmänhet, eftersom filosofer genomgående ägnar sig åt tankar som kan bli ytterst farliga för samhällets stabilitet om de når ut till massorna och missuppfattas av folk som helt enkelt inte kan förstå dem. En god filosof bör därför enligt Strauss inte redovisa sina tankar öppet och klart – åtminstone inte inför allmänheten – utan istället förbehålla dem för en sluten krets av utvalda lärjungar och för dem som förmår tolka deras mer kryptiska texter på rätt sätt.
Det var emellertid inte Staten som Strauss betraktade som Platons främsta politiska verk, utan istället hans senare och mera pragmatiska verk Lagarna, ett verk som skiljer sig från Staten bland annat i det avseendet att den accepterar de redan privilegierade som härskare även i det goda samhället. Filosofernas funktion blir därmed mera oklar. En rimlig tanke är dock att den borde röra de härskandes utbildning. Strauss understryker mycket riktigt också att Sokrates huvudsysselsättning i de platoniska dialogerna tycks vara just att samtala med medlemmar ur de härskande klasserna, samt med deras retoriska rådgivare bland sofisterna. Stor vikt läggs också på de lagar som gett verket dess namn i bästa fall bör förbli helt oföränderliga, något som även tycks gälla de myter som förväntas upprätthålla medborgarnas respekt för den bestående ordningen. Det främsta exemplet på en sådan myt som enligt Strauss av allt att döma borde upprätthållas i moderna samhällen torde vara den traditionella religionen med tillhörande moral. Den ädla lögnens princip har också lett fram till Strauss ofta särpräglade metoder för närläsning av klassiska filosofiska texter i syfte att uttolka de budskap tänkare som Platon och Machiavelli kan ha dolt däri. Denna tankegång har också lett många av hans egna läsare, inte minst somliga av hans kritiker, till tanken att även han själv gjort samma sak och att kryptiska budskap följaktligen döljer sig i hans böcker.[källa behövs]

## Kritik av Strauss
Ett bra exempel på vad som rimligen måste beskrivas som antistraussianism är den kanadensiska statsvetaren Shadia Drury, som i boken Leo Strauss and the American Right pekar ut Strauss som en ”nykonservatismens gudfader” i full färd med att utnyttja Chicagouniversitetets kurser för att utbilda en ny politisk elit. Förvånansvärt nog tycks Drury också betrakta denna strategi som ytterst framgångsrik eftersom inte bara nykonservativa intellektuella som Allan Bloom och Irving Kristol pekas ut som ”anhängare” utan även politiker och domare som Newt Gingrich och Clarence Thomas. En stor del av Drurys kritik kan också ledas tillbaka till att hon i princip tycks sätta likhetstecken mellan Strauss version av den platonska ädla lögnen och Machiavellis påståenden om att en stor furste bör tyckas vara ärlig, men aldrig kan vara det, utan istället hela tiden enbart säga det som bäst gynnar honom. Det faktum att Strauss i Thoughts on Machiavelli uttryckligen tar avstånd från denna tes, pekar ut Machiavelli som ”a teacher of evil” och gör honom till symbolen för alla de inslag i moderniteten han tar avstånd ifrån, avfärdas av Drury som enbart det främsta exemplet på Strauss tendens att dölja det han verkligen menar i medvetet missledande text. Ironiskt nog har Drury med andra ord i det närmaste kommit att anamma Strauss egen, allt annat än okontroversiella, tolkningsteori där författarens egentliga mening med texten enbart kan uttolkas av den som redan känner till, eller åtminstone anar, vad som döljer sig bakom de vilseledande rökridåer denne kan förväntas ha fyllt sin text med.
Att försöka tolka en författare genom att ignorera viktiga delar av texten som medveten missledning från författarens sida är emellertid ett vanskligt företag, något som ofta påpekats av Strauss motståndare, inklusive Drury själv. Ändå väljer hon att bortse från till synes centrala detaljer i Strauss texter. Thoughts on Machiavelli tycks verkligen skriven som ett avståndstagande från Machiavellis lära. Det är visserligen tydligt att Strauss samtidigt också beundrar sin motståndare, men detta innebär inte med nödvändighet att han håller med honom, utan förklarar endast varför han valt ut just Machiavelli som den förste som stringent uttalade de principer han själv tar avstånd ifrån. Det är heller inte självklart Platons myter hos Strauss kan likställas med de lögner Machiavelli rekommenderade fursten att använda av egenintresse. De kan nämligen lika gärna betraktas som förenklingar designade av de styrande filosoferna i syfte att få allmänheten att förstå någonting som ytterst ligger bortom deras förmåga. Att Strauss snarare höll sig till denna senare, mindre misstänksamma, tolkning görs också trolig av hans uttalade beundran för Maimonides, en filosof för vilken politiska frågeställningar var föga centrala, men som mycket tydligt underströk betydelsen av ett i traditionell mening moraliskt förhållningssätt. Tar vi Strauss avvisande av modernismens relativism till förmån för ett mer hierarkiskt samhälle och en mer objektivistisk moral på allvar gör detta honom emellertid inte mer demokratisk eller liberal. Tvärtom förefaller han bara än mer konservativt elitistisk än han gör i Drurys framställning. 
Möjligen ligger problemet i att Strauss inte enbart är en filosof i den grekiska antikens anda. Som hans studier i Maimonides antyder är han nämligen dels i hans förhållningssätt till Heidegger, dels i hans egen identitet som jude. Detta kan tyckas märkligt eftersom Drury gör en central poäng av Strauss upplevelser av förintelsen, en händelse som antas ha varit viktigare för honom än för de flesta andra, just i hans egenskap av europeisk jude, och som hon sätter i samband med staten Israels tendens att motivera sin hårda hållning med en attityd som grundar sig i att förintelsens upprepande måste förhindras till varje pris. Samtidigt bygger emellertid en stor del hennes projekt på att försöka koppla samman Strauss med hans läromästare Heidegger, något som i sin tur förutsätter att Strauss uttalade avståndstagande från dennes relativism avfärdas som en lögn. 
Som framgår av Richard Wolins studie Heidegger’s Children (på svenska utgiven 2003 under titeln Heideggers barn) var Strauss emellertid inte Heideggers enda judiska lärjunge. I denna bok beskrivs nämligen Hannah Arendts, Hans Jonas, Karl Löviths och Herbert Marcuses i författarens ögon bristfälliga uppgörelse med läromästaren efter dennes ”avfall” till nazismen. Dessa fyra har uppenbarligen en hel del gemensamt med varandra. Inte minst var de alla assimilerade tyska judar, så assimilerade i själva verket att de enligt Wolin snarast betraktade sig själva som tyskar. Sedan de undkommit förintelsen genom att gå i exil västerut tvingades de alla omvärdera såväl sin identitet som sin filosofi och i samband med detta övergick de alla till den radikala politiska vänstern. Enligt Wolin var avståndstagandet emellertid inte alls fullt så radikalt som det vi första påseendet kunde verka: framförallt tycks alla fyra tänkarna ha fört med sig ett betydande drag av Heideggers nietzscheanska relativism och handlingsfilosofi till sina nya politiska och filosofiska hemvister. 
Att Strauss skiljer sig från dessa fyra tänkare på en rad politiska punkter är självklart. Inträngt på den moderna politikens så ofta använda höger-vänsterskala ter sig hans avståndstagande från lärofadern mindre radikalt än de övrigas, i och med att han aldrig övergav den politiska högern. Som så ofta annars räcker emellertid inte höger-vänster-skalan till för att beskriva alla de avgörande skiljelinjerna i den politiska filosofin. Föga förvånande pekar Strauss nämligen på andra problem i Heideggers tänkande än de som avslöjas av en sådan skala. Själva kärnan i problemet ligger för honom snarast i Heideggers relativism: en relativism som han ser genomsyra i stort sett allt politiskt tänkande i modern tid. Den gemensamma nämnaren för alla de filosofier han själv tar avstånd ifrån är nämligen inte enbart deras politiska hemvist utan även deras vägran att erkänna högre värden än rent materiella företeelser som välfärd, vinst och tradition, det vill säga just den typ av antitranscendentalism han förefaller ha uppfattat Heidegger som den främsta förespråkaren för.  Där Heidegger gått till storms mot Platon som idealismens grundare och filosofins förstörare, ställde sig Strauss med andra ord helhjärtat bakom densamme för att istället kunna gå till angrepp mot Heidegger.
Än trovärdigare ter sig denna tolkning om man betänker att dessa tankar förelåg hos Strauss redan före kriget, även om han vid den tidpunkten främst tycks ha relaterat dem till den judiska religionens mer teologiska problem. Redan under mellankrigstiden var Strauss nämligen fullt sysselsatt med de båda judiska filosoferna Spinoza och Maimonides i ett projekt som i allt väsentligt handlade om den för dåtidens judiska identitet så avgörande spänningen mellan upplysning och religion. Detta innebar emellertid inte att han ändrade perspektiv, endast att tillämpningsområdet vidgades. Detta är i alla fall sådan tolkningen av hans verk ter sig om man utgår från den mindre misstänksamma tolkningen att hans avståndstagande från Heidegger och dennes relativism verkligen var äkta. 
Med en sådan tolkning ter sig hans livsverk dessutom betydligt mera konsekvent och det blir plötsligt möjligt att se en rak linje mellan hans tidiga verk om Maimonides och Spinoza och ända fram till den sena skolastiskt inspirerade essän Athens and Jerusalem där han beskriver västerlandets idéhistoria som en frukt av spänningen mellan Bibelns religiösa världsbild och Sokrates filosofiska. Det är inte självklart att denna spänning överhuvudtaget går att överbrygga. I det ljuset blir Strauss arbete med Maimonides föga förvånande. För denne judiske föregångare till Thomas av Aquino och de övriga kristna skolastikerna framstod det filosofiska projektets huvudmålsättning nämligen som ett försök att närma sig de redan uppenbarade religiösa sanningarna på ett rationellt sätt. 
Den centrala symbolen för Strauss förhållande till politikens brott med filosofin kan sägas vara dödsdomen mot Sokrates snarare än förintelsen: folkets mord på sanningssägaren. Efter detta återstår för filosoferna endast att verka i det fördolda: filosofen kan inte längre endast älska sanningen, han måste också bemästra konsten att förstå vad som kan sägas högt inför massorna och vad som måste hållas hemligt. Den inre esoteriska läran är inte längre densamma som den yttre, exoteriska, men inte i syfte att dölja det som annars skulle vara uppenbart för alla utan för att, i de religiösa mysteriernas anda, inte låta någon träda närmare sanningen än han eller hon i just det ögonblicket har kapacitet nog att hantera. I valet mellan Jerusalem och Aten tycks Strauss med andra ord ha funnit Platons stat sådan den presenteras i Lagarna, någonstans i korsvägen mellan en esoterisk religiositet och elitismen från Sparta. Detta sätter kanske också ljuset på ett av de centrala problemen hos Strauss. Trots sitt framhållande av Lagarna framför Staten sätter han fortfarande sin tillit till de upplysta filosofernas förmåga att avgöra vilka sanningar som är lämpliga för deras medmänniskor att höra. Han tycks också förutsätta att de är kapabla att bedöma hur dessa medmänniskor kommer att reagera på dessa utlåtanden och planera dem därefter. Detta må ur rationalistisk synvinkel vara en optimistisk slutsats. Som rättegången mot Sokrates visar – men som Strauss verkar ha föredragit att ignorera – finns det ingenting som tyder på att denna optimism skulle vara motiverad. Historien är tvärtom fylld av tragiska och oförutsedda konsekvenser av välmenta budskap.